# Каньоси
Каньоси (пол. Kaniosy) — село в Польщі, у гміні Жечнюв Ліпського повіту Мазовецького воєводства.
У 1975-1998 роках село належало до Радомського воєводства.